# Fårbergstjärnen
Fårbergstjärnen är en sjö i Bodens kommun i Norrbotten och ingår i Råneälvens huvudavrinningsområde. Fårbergstjärnen ligger i Råneälven Natura 2000-område.